# Libón z Élidy

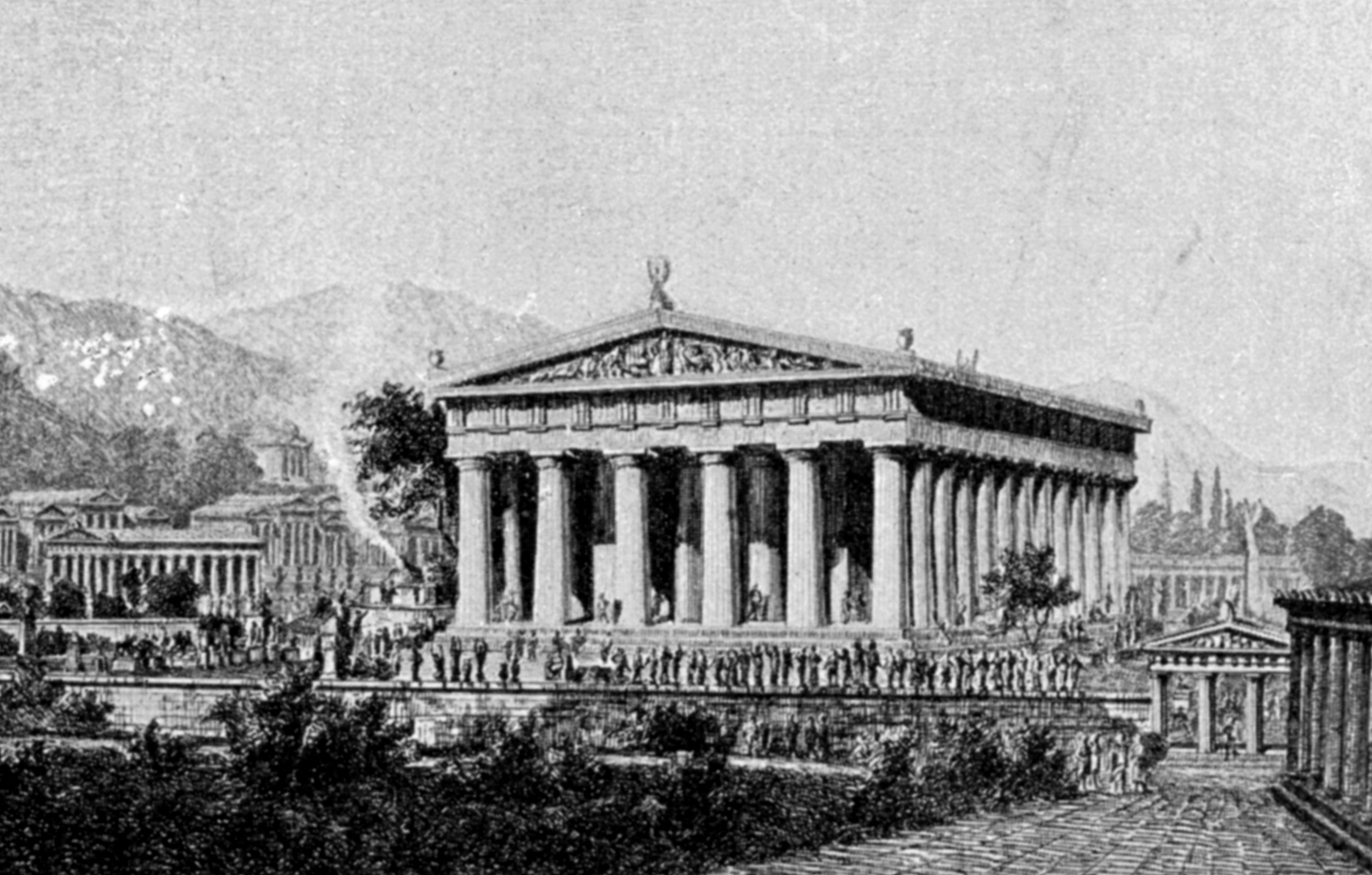
Rekonstrukce pohledu na Diův chrám v Olympii

Libón z Élidy byl antický řecký architekt 5. století př. n. l. ze Starověké Élidy. Vystavěl slavný Diův chrám v Olympii, jejíž území tehdy patřilo k Élidě.